# Donje Ladanje
Donje Ladanje es una localidad de Croacia en el municipio de Maruševec, condado de Varaždin.

## Geografía
Se encuentra a una altitud de 185 m s. n. m. a 84,6 km de la capital nacional, Zagreb.

## Demografía
En el censo 2011, el total de población de la localidad fue de 1161 habitantes.
| Gráfica de población de Donje Ladanje 1857-2011                     |
|                                                                     |
| Según los censos de población de la oficina estadística de Croacia. |